# 虹蛇

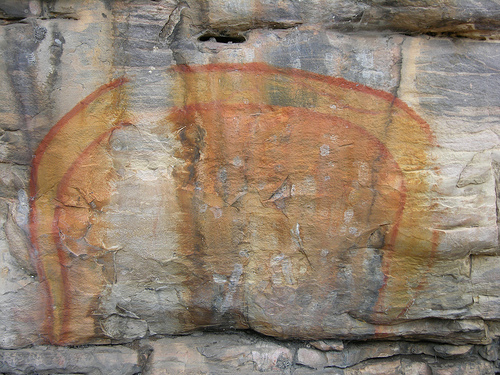
オーストラリア・アボリジニのアート『虹蛇』

虹蛇（にじへび、英: Rainbow Serpent、英: Rainbow Snake、英: Rainbow Monster）は、天候現象の虹に関連し、創造と雨を降らせる力があるとされる、神話・伝説上の巨大な蛇である。虹の蛇（にじのへび）とも。

## 概説
虹蛇の神話・伝説は、世界各地、主にオーストラリア、北アメリカ、西アフリカで知られている。オーストラリアでは後述のように様々な呼び名を持ち広く知られている（参照: #オーストラリア）。真水に関連づけられ、池や湖などに住むとされている。

### オーストラリア
オーストラリア北部に伝わる伝説では、虹の蛇がその体内に隠匿しているあまたの動植物を手に入れるため、人間のシャーマンたちがこの蛇を殺し、地上に動植物を解放したという。また、アボリジニたちは虹の蛇を、西北部からノーザンテリトリーにかけてはエインガナ（Eingana）、ガレル（Galeru）、ウングル（Ungur）、ウォヌングル（Wonungur）、ウォロンビ（Worombi）、Wonambi、ウォルンクァ（Wollunqua）、ユルルングル（Yurlunggur）、Julunggul (en) 、ランガル（Langal）、ムイト（Muit）、クイーンズランド州においてはイェロ（Yero）、タイパン（Taipan）、南東部においてはミンディ（Mindi）、カーリア（Karia）というようにさまざまな名前で呼んでいた。アボリジニに伝わる「夢の時」の伝説では、虹の蛇が地を這った跡が水路や谷や川であり、雨季には空で輝くその姿を見ることができるという。しかし乾季には泥の中で眠っており、もし眠りを邪魔することがあれば、虹の蛇は怒って洪水を起こし村も人々も飲み込んでしまうという。ノーザンテリトリーのカカドゥ国立公園の洞窟で、角を備えた虹蛇を表現した壁画が見つかっていることから、虹蛇への信仰はかなり早い時期から始まっていたと考えられている。
著名なのは創世の虹蛇であるウングル、エインガナ、南部の洪水伝承を持つユルルングルの三柱の神。

### 北アメリカ
北アメリカのショショーニ族は、大蛇が天空に背中を擦りつけている姿が虹であると考えていた。大蛇はそのようにして夏には雨を、冬には雪を地上に降らせるとされていた。
カリブ諸島のハイチで知られる虹の蛇アイダ（Ayida、アイダ・ウェド (Aida Wedo) とも）は、アフリカから伝わってきたものである。

### アフリカ
アフリカでは創造母神マウウ（マウ; Mawu）が最初に創造したものである。世界創造を手伝った後は大地を支えるために海の底でとぐろをまいていて、ときどきとぐろを解いて自分の体で空にアーチをかける。この虹のヘビは、人間や他の動物の創造に何らかの関わりを持ち、雨を降らせるという重要な役目を担ってきた。もし、雨が長く降らず干ばつが続くようなら、それは虹のヘビが眠ったまま目を覚ましていないことを意味する。そのため、ヘビを起こすために特別に騒々しい儀式（雨乞い）を行う必要がある。ただし、不用意にこのヘビを怒らせると、虹のヘビは怒りにまかせて巨大な体を空や大地に叩きつけ、あらゆる種類の災害を引き起こす。世界創造における虹のヘビの役割は、入り江や川、湖や泉を作ることだった。川が曲がりくねっているのは虹のヘビが川を作るのにその身をよじらせながら進んだためだとされている。また、泉や湖が丸いのは、虹のヘビが体を休めるためにとぐろをまいて休憩していたからである。現在では虹のヘビは、乾季の間は泉の奥に潜んでいて、雨季になると泉から姿を現して雨を降らせる役目を果たすと信じられている。空に掛かる虹のアーチは次の雨季に備えて虹のヘビがそれまで暮らしていた泉や川から、新しい棲み家へと移動していることを現している。

### その他の地域
漢字の「虹」が虫偏であるのも、中国の伝説において虹が蛇や竜の一種と見なされていたからである。また主虹である「虹」を雄とし、副虹たる雌を「蜺」（ゲイ）と呼んだ。
このほか、フィジー諸島では虹の蛇デンゲイの伝説が知られている。